# 和山やま
和山 やま（わやま やま、1995年1月25日 - ）は、日本の漫画家。

## 来歴
大学2年時に、「和山友彦（わやまともよし）」名義で応募した『優等生の問題』が第67回ちばてつや賞一般部門入選となる。これを受け、沖縄が舞台のサーフィンを題材にした読み切り『渚へいこう』が講談社『週刊Dモーニング 読み切り増刊2016冬号』にて巻頭で掲載され、これが漫画家として初めて原稿料をもらった仕事となる。
2019年2月のコミティア127にて頒布した同人誌『夢中さ、きみに。』がコミックビームの編集者の目に止まり書籍化が決まる。同年8月にKADOKAWAより単行本が出版されると「溶けるように売れ」品切れが相次いだ。
2020年1月8日発売のFEEL YOUNG2月号より商業誌初連載となる『女の園の星』を連載中。
2020年3月6日に、『夢中さ、きみに。』が、第23回文化庁メディア芸術祭マンガ部門新人賞を受賞。また、同年4月28日に、第24回手塚治虫文化賞短編賞を受賞した。

## 人物
- 一番大きく影響を受けた漫画家は古屋兎丸[3]。
- 絵の影響を受けた漫画家として伊藤潤二、小林まことの名を挙げており、特に小林の『柔道部物語』は「教科書にしてるほど大好きな作品」だと述べている[3]。

## 受賞歴
- 2020年3月6日 第23回文化庁メディア芸術祭マンガ部門新人賞（『夢中さ、きみに。』）[6][8]
- 2020年4月28日 第24回手塚治虫文化賞短編賞（『夢中さ、きみに。』）[7]
- 2022年3月13日 第25回文化庁メディア芸術祭マンガ部門ソーシャル・インパクト賞『女の園の星』[9]

## 作品リスト

### 漫画作品

#### 連載
- ファミレス行こ。（『コミックビーム』2020年12月号 - 連載中） - シリーズ読切[10]。
- 女の園の星（『FEEL YOUNG』2020年2月号 - 連載中）

#### 読み切り
- 優等生の問題（『モアイ』2015年6月11日[11]） - 和山友彦名義、2015年前期・第67回ちばてつや賞一般部門入選作品[1]。
- 渚へいこう（『週刊Dモーニング 読み切り増刊2016冬号』2016年12月15日[2][12]）

### 書籍
詳細は各リンク先を参照。
- 『夢中さ、きみに。』、KADOKAWA〈ビームコミックス〉2019年[13]、全1巻
- 『女の園の星』、祥伝社〈FEELコミックス〉2020年 - 続刊中、既刊4巻（2024年10月8日現在）
- 『カラオケ行こ!』、KADOKAWA〈ビームコミックス〉2020年[14]、全1巻
- 『ファミレス行こ。』、KADOKAWA〈ビームコミックス〉2023年 - 続刊中、既刊1巻（2023年12月28日現在）

### その他
- 『浦安鉄筋家族』シリーズ30周年記念お祝いイラスト（『週刊少年チャンピオン』2023年10号[15]）
- 「OUR FEEL」レーベルキャラクター描きおろし（2024年6月）[16]

## インタビュー
- 2019年10月06日　ネットで大人気！ヒット漫画「夢中さ、きみに。」　作者は沖縄県出身・和山やまさん　高校生の日常を描いたストーリー[17]
- 2019年10月23日　男子高校生の日常がクセになる! 漫画『夢中さ、きみに。』の魅力[18]
- 2019年12月26日　『夢中さ、きみに。』和山やまインタビュー | マンバ通信[3]
- 2020年9月10日　『女の園の星』和山やまが語る、独自の作風が生まれるまで 「ギャグ漫画はローテンションでもいいと気づいた」[19]
- 2021年9月10日　『カラオケ行こ！』『女の園の星』和山やま先生にガチアンケート！｜川島・山内のマンガ沼web - マンバ